# Maltraitance sur mineur

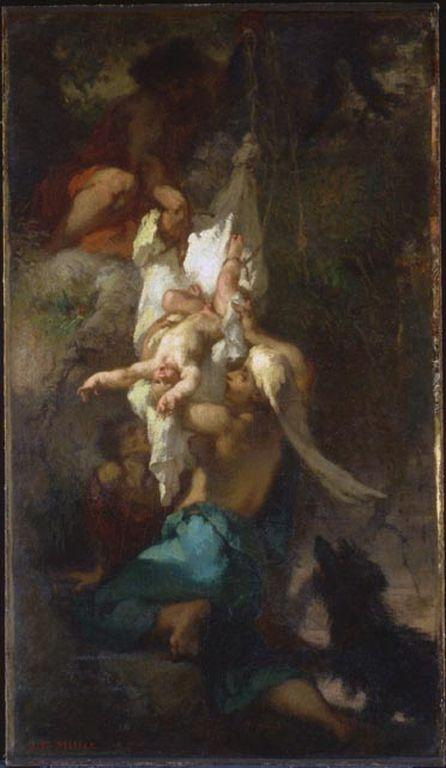
La maltraitance est souvent représentée dans les histoires, ici dans la tragédie grecque, où Œdipe est un enfant maltraité. Il est ici représenté lorsqu'il est découvert après avoir été abandonné accroché à un arbre avec les pieds sciemment meurtris, d'où son nom qui signifie « pieds enflés ».

La maltraitance sur mineur (ou maltraitance à enfant) est un ensemble de mauvais traitements envers toute personne de moins de dix-huit ans « entraînant un préjudice réel ou potentiel pour la santé de l'enfant, sa survie, son développement ou sa dignité ». L'Organisation mondiale de la santé (OMS) inclut dans ces mauvais traitements toute violence ou négligence, physique ou affective, y compris les sévices sexuels et l'exploitation commerciale.
Selon l'OMS, la maltraitance touche un enfant sur quatre, et environ 20 % des femmes et 5 à 10 % des hommes disent avoir subi des violences sexuelles dans leur enfance. La maltraitance a des conséquences néfastes, souvent graves et durables, sur la santé physique et mentale des victimes. Elle est punie par la loi dans la plupart des pays.

## Définition
Selon les Nations unies, la maltraitance des enfants se définit comme : « Toute forme de violences, d'atteinte ou de brutalités physiques et mentales, d'abandon ou de négligence, de mauvais traitements ou d'exploitation, y compris la violence sexuelle ».
Selon l'ODAS (Observatoire Décentralisé d'Action Sociale, 1993) : « L'enfant maltraité est celui qui est victime de violence physique, cruauté mentale, abus sexuels, négligences lourdes ayant des conséquences graves sur son développement physique et psychologique ». « L'enfant en péril est celui qui connaît des conditions d'existence qui risquent de mettre en danger sa santé, sa sécurité, sa moralité, son éducation, ou son entretien, mais qui n'est pour autant pas maltraité (négligence)… ».

## Types

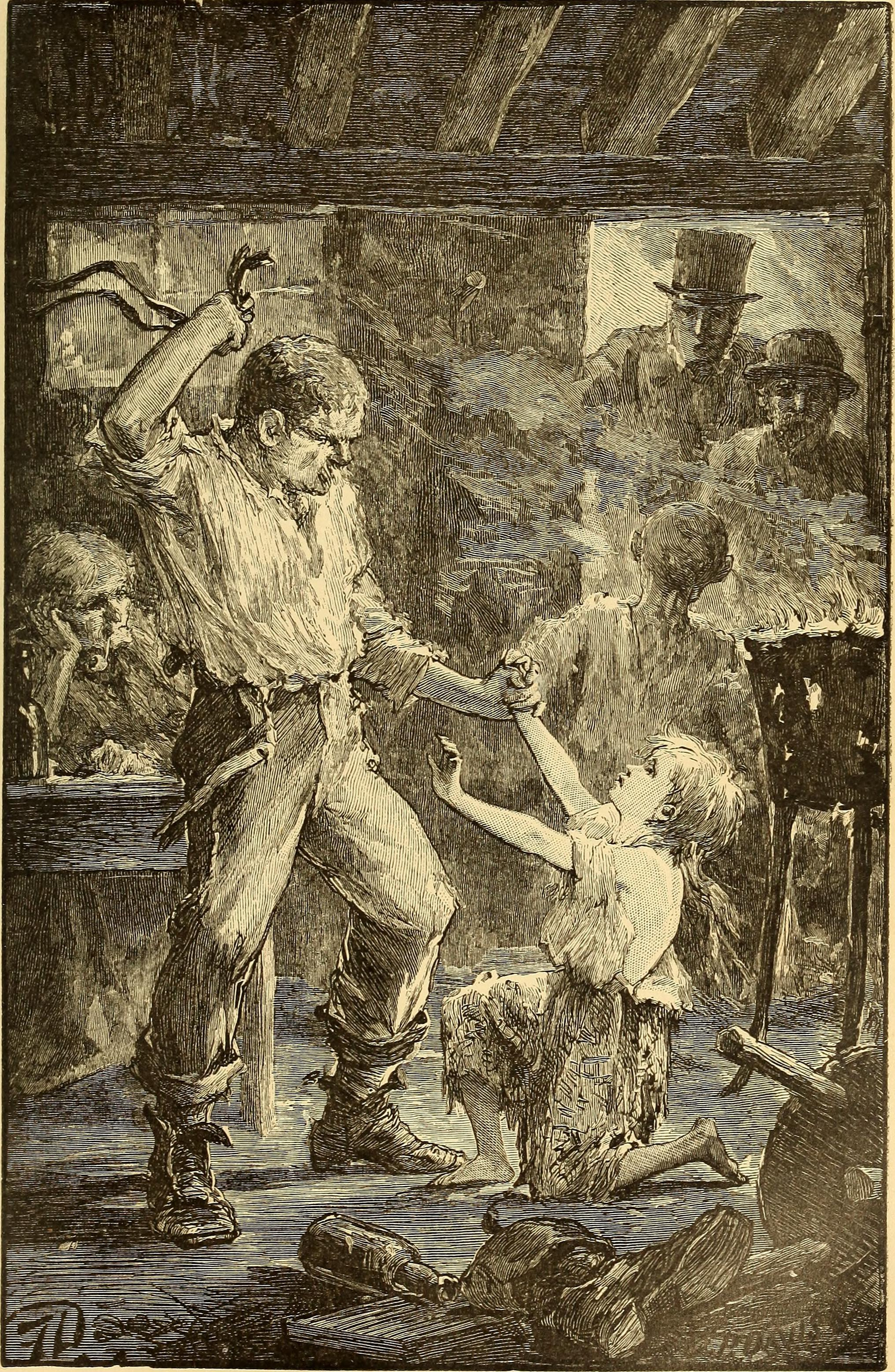
Gravure montrant une fillette fouettée par un homme sous l'emprise de l'alcool par J. B. Gough, 1880

La maltraitance sur mineur peut prendre plusieurs formes. Les quatre principaux types sont physiques, sexuels, psychologiques/émotionnels et la négligence. Les violences sexuelles et physiques induisent la violence psychologique, mais ne s'excluent pas entre elles.

### Négligence
La négligence enfantine survient lorsqu'un adulte responsable ne parvient pas à donner d'une manière adéquate les différents, mais essentiels, besoins physiques (nourriture, habillement ou hygiène), émotionnels (aucune attention ou affection), éducationnels (aucune aide aux devoirs ou aux travaux scolaires) ou médicaux (aucun soin médical apporté ou trop de visites chez le médecin). Il existe un bon nombre de conséquences liées à la maltraitance, notamment chez les enfants incapables d'interagir avec les autres enfants.
Le refus continuel d'apporter ce qui est nécessaire aux besoins de l'enfant est considéré comme une négligence chronique.

### Maltraitance physique
La maltraitance physique est une agression physique d'un enfant par un adulte. Elle peut impliquer fessée, gifle, coups de poing, coups de pied, claques, coups (martinet, fouet, ceinture et autres objets), tirage de cheveux ou d'oreilles, étranglements, secouement de l'enfant (voir plus bas bébé secoué), etc.
La transmission de toxines chez l'enfant par la mère (par exemple dans le syndrome d'alcoolisation fœtale) est considérée comme maltraitance physique dans certaines juridictions.
La plupart des pays considèrent qu'infliger des blessures corporelles à un enfant, ou que diverses actions qui placent l'enfant à un haut risque de danger voire mortel, est illégal. Au-delà, il existe plusieurs variantes. La distinction entre discipline enfantine et maltraitance est souvent mal établie.
Que ce soit chez les professionnels, ou le grand public, les comportements abusifs sont mal perçus.

#### Bébé secoué
Chaque année, au moins 180 à 200 enfants secoués en seraient victimes en France, chiffres certainement sous-évalués,. Au moins 10 % des bébés ainsi secoués en meurent, au moins 75 % gardent des séquelles neurologiques à vie, et dans 50 % des cas il y a récidive. Les soignants ont donc l'obligation de dénoncer le fait aux autorités pour protéger l'enfant.

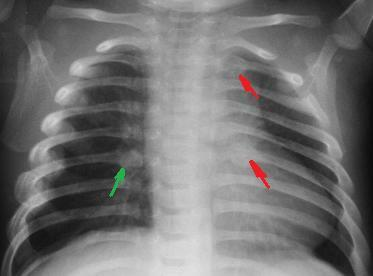
Fractures des côtes chez un enfant victime de maltraitance.

Typiquement, ce syndrome est le résultat du fait qu'un nourrisson (enfant de moins d'un an) est secoué énergiquement d'avant en arrière pour le faire arrêter de pleurer. Son cerveau bouge dans sa tête encore mal soutenue, ce qui crée une hémorragie cérébrale puis une hypertension intracrânienne avec un risque de privation d'oxygène. Ce traumatisme crânien entraîne des séquelles d'autant difficiles à diagnostiquer que l'enfant est jeune et que les lésions sont diffuses, c'est pourquoi on parle d'un « handicap invisible » encore plus souvent que chez l'adulte .

#### Fractures
Les enfants physiquement maltraités peuvent souffrir de fractures, particulièrement aux côtes.

### Abus sexuels
L'abus sexuel sur mineur (ASM) est une forme de maltraitance durant laquelle un adulte ou un adolescent plus âgé abuse sexuellement un enfant,. Les formes d'ASM impliquent l'enfant à s'engager, de gré ou de force, dans des activités sexuelles (sans se soucier des conséquences), dans une exhibition sexuelle des parties génitales de l'enfant, voire dans de diverses formes de pornographie (notamment forcer un enfant à participer à de la pédopornographie),,. Vendre sexuellement les services d'un enfant peut être perçu comme une forme de maltraitance sexuelle.
Les conséquences psychologiques des victimes de cette forme d'abus peuvent impliquer culpabilité, reviviscence, cauchemars, insomnie, peur de tout ce qui est associé à la maltraitance (objets, odeurs, visite chez le médecin, etc.), faible estime de soi, problèmes sexuels, douleur chronique, toxicomanie, automutilation, idées suicidaires, complaintes somatiques, dépression, trouble de stress post-traumatique, anxiété, autres troubles mentaux (incluant trouble de la personnalité borderline, et trouble dissociatif de l'identité), peur d'une nouvelle victimisation à l'âge adulte, boulimie, en plus d'autres problèmes.
Approximativement, 15 à 25 % des femmes, et 5 à 15 % des hommes ont été sexuellement abusés lorsqu'ils étaient enfants,,.

#### Pornographie juvénile
Actuellement, plusieurs affaires d’infractions partagées sur internet présentent de l’abus sexuels sur mineurs. Cette tendance à la hausse est attribuable au développement de la technologie. Maintenant accessible par tous, incluant les enfants, l’accès à la technologie comporte des risques graves d’être soit exposé à des infractions sexuelles ou impliqué dans ces affaires illégales puisque ces réseaux ne sont souvent ni surveillés ni sécurisés.Selon les données recueillies, au Québec, les cas de violence sexuelle sur Internet sont passés de 4 en 2003 à 2732 en 2018. La majorité de ces cas rapportés témoignent d’abus sur de jeunes femmes mineurs, généralement par des hommes ou des garçons beaucoup plus âgés qu’elles. De 2014 à 2020, seulement 10 739 enfants impliqués dans des affaires d’ordre sexuel ont été identifiés selon 29 028 autres cas non identifiés actuellement. Parmi les infractions sexuelles commises en ligne, la majorité est représentée par le leurre(77%) des enfants soit, le moyen utilisé pour manipuler le vulnérable en vue de commettre un acte sexuel.
Environ 8% de ces infractions correspondent à l’incitation aux contacts sexuels et 5% aux autres formes d’infractions sexuelles retrouvées en ligne. La distribution non consentie des images intimes correspond à 11% des infractions sexuelles retrouvées sur Internet. La GRC souligne, en 2012, que plus d’un million d’images d’abus sexuels ont été partagées en ligne. Elle mentionne également que, par semaine, approximativement 20 000 images de pornographie juvénile sont ajoutées et que plus de 40 000 sites font la promotion d’infractions sexuelles sur mineurs.
Selon les statistiques recueillies par la GRC, de 1% à 85% des consommateurs ont déjà commis des actes d’abus sexuels et alimentent leurs fantasmes par la consommation de pornographies juvéniles. Parmi ces acteurs de crimes sexuels, plusieurs ont, auparavant, été victimes eux-mêmes d’abus sexuels. Parmi ces acteurs, des traits communs se perçoivent tels que l’impulsivité, le manque d’empathie, les distorsions cognitives ou des traits antisociaux. Ces crimes sexuels sur mineurs ont des impacts négatifs sur l’enfant victime. Bien des jeunes ayant été abusés sexuellement développent des difficultés psychologiques, telles que des symptômes de stress post-traumatique, de dépression, de troubles de la personnalité et soulignent, généralement, des pensées suicidaires.
Les victimes d’abus sexuels partagés en ligne présentent davantage de répercussions négatives, entre autres, dues à la redistribution des images et des menaces de redistribution. Plusieurs d’entre elles soulignent des difficultés de réémission puisque la victimisation, dans bien des cas, perdure longtemps après la cessation des abus. Devant cette situation de vulnérabilité, il est bien difficile pour le jeune de s’estimer ou de développer quelconque lien de confiance avec un autre individu. Par crainte, plusieurs ne dénoncent pas. Ce qui explique, en partie, les nombreux cas de jeunes non identifiés dans les affaires d’infractions sexuelles.
Des chercheurs affirment que chez certains hommes cyberdélinquants sexuels, il faut réduire l’enfant et le comparer à un objet ou à un être sexuel. L’enfant est ainsi déshumanisé et se fait attribuer des intentions, une maturité et des désirs sexuels qui peuvent être comparés à ceux des adultes. Certains résultats de recherches appuient l'hypothèse que les hommes qui ont manifesté un intérêt sexuel pour les enfants ont développé une conviction selon laquelle les enfants peuvent, de la même manière que les adultes, consentir à des comportements sexuels et souhaiter y participer. Ce sentiment leur donne la possibilité d'intervenir et d’agir ainsi avec les enfants.
Chez les agresseurs sexuels d’enfants, il existe deux groupes : le premier est celui qui regroupe les agresseurs de type incestueux et le deuxième qui regroupe ceux avec une histoire antérieure. Ceux-ci ont souvent étaient eux-mêmes victimes d’agression durant leur enfance. Certains agresseurs présentent parfois un intérêt exclusif envers les enfants en tant que compagnon sexuel et social. Les agresseurs de ce type manifestent une immaturité psychosexuelle et sont dans l’incapacité de maintenir des relations saines avec des adultes. Ils ont aussi tendance à avoir des distorsions cognitives par rapport à la sexualité des enfants, leur capaciter à consentir et l’intérêt qu’ils ont quant à avoir une relation sexuelle avec un adulte.  

### Abus psychologique/émotionnels
De toutes les formes de maltraitance, l'abus émotionnel est la plus difficile à déterminer. Ce type d'abus pourrait impliquer dégradations, destructions des biens personnels, torture ou maltraitance d'un animal domestique, critiques excessives, demandes excessives ou inappropriées, violentes communications ou humiliations quotidiennes.
Les victimes d'abus émotionnels souhaitent le plus souvent être écartées de leur agresseur, internaliser ou externaliser les émotions en insultant l'agresseur. De l'abus émotionnel peut résulter à des troubles affectifs anormaux, une tendance pour les victimes de s'autocritiquer vis-à-vis de ce qui leur a été infligé, une impuissance apprise et un comportement habituellement passif.

## Les facteurs de risque
Selon les experts de la Fédération française de psychiatrie, les facteurs de risque associés à la maltraitance englobent des situations de nature « personnelle », « sociale » ou « des éléments d’histoires individuelles ». Ces éléments peuvent déclencher, activer ou encore susciter divers types de maltraitance. La Dr. Caroline Peter Kress souligne qu’il existe des éléments qui sont directement liés à une probabilité plus élevée de mauvais traitements. Cependant, il n’existe pas de profil défini de parent maltraitant ou d’enfant victime de maltraitance.
Divers types de facteurs de risques sont abordés par les experts. Cependant, plusieurs publications scientifiques sur le sujet de la maltraitance abordent le facteur de risque de la transmission intergénérationnelle de la maltraitance. L’enfant contrairement à l’adulte, n’est pas en mesure de reconnaître la maltraitance. Soumis à une éducation, ces enfants n’ont pas d’autres références. Autrement dit, leur expérience éducative est limitée à celle qu’ils ont connue. C’est pourquoi il est difficile pour ces enfants de différencier les comportements « normaux » ou « anormaux » d’un parent. C’est à ce moment, que ces enfants seront à risque de développer certains troubles et de reproduire les comportements violents qu’ils ont vécus. D’après les psychologues, ces enfants reproduisent les modèles des relations qu’ils ont appris. Ces comportements influencent les enfants à adopter les mêmes modèles éducatifs. Dans ce cas, la violence est montrée comme mode de communication. Environ le tiers des enfants victimes d’abus deviendront un jour des parents maltraitants, selon Jay Belsky un psychologue américain et d’autres experts. Le Dr Paul Schatz souligne que les enfants aux antécédents personnels de violence ont plus de chance d’être à nouveau confronté à la maltraitance, que ce soit en tant que victime ou coupable.
De plus, d’autres facteurs de risque, tels que le handicap physique/mental, sont souvent des conséquences de la prématurité, qui peut également être un indicateur de maltraitance infantile. Une étude américaine réalisée dans le Nebraska entre les années 1994 et 1995 indique que les enfants handicapés ont 3 à 4 fois plus de risques d’être victimes de maltraitance. Les troubles de comportement et les troubles d’apprentissage sont également des facteurs de risque. L’étude de Patrick Sullivan et de John F. Knutson dans les années 2000 montre qu’un enfant qui possède un trouble de comportement à une augmentation du risque d’être maltraité de 37,4%, tandis qu’un enfant qui possède un trouble de l’apprentissage augmente le risque d’être maltraité de 16,4%.
Selon le docteur Caroline Peter Kress, lorsqu’elle mentionne « facteur de risque », elle entend les caractéristiques des enfants pour lesquelles un lien est statistiquement significatif avec la survenue de mauvais traitement a pu être démontré.
Certains experts abordent le statut socio-économique comme étant un facteur de risque en lien avec la maltraitance infantile. En effet, selon le docteur Peter Kress, les mauvais traitements pour la majorité, surviennent dans les familles ayant un faible niveau socio-économique où le chômage persiste ainsi que la pauvreté. La pauvreté en France est placée en 3e pour les facteurs de risque de maltraitance. De plus, le rapport mondial de l’OMS sur la prévention de la maltraitance confirme que la pauvreté, le chômage et le manque de logement adéquat sont reconnus comme des facteurs de risque pour les enfants victimes. Néanmoins, ce n’est pas une raison de supposer que ceux étant dans une classe sociale plus favorisée ne vivent pas des situations de maltraitance.
D’autres facteurs de risque sont abordés, tels que l’âge des enfants, l’âge des parents, le sexe, les troubles mentaux, la transmission intergénérationnelle et beaucoup d’autres.

## Prévalence
D'après l'Organisation mondiale de la santé (OMS), les mauvais traitements infligés aux enfants constituent un problème majeur de santé publique partout dans le monde, avec près de 40 millions d'enfants concernés. « Les enfants victimes de mauvais traitements présentent toute une gamme de troubles physiques, affectifs et du développement qui peuvent les empêcher de mener une vie saine et productive. Outre des problèmes de santé, les enfants maltraités ont des difficultés scolaires, des problèmes de toxicomanie et des démêlés avec la justice. Il s'agit d'un problème de santé publique d'une importance capitale pour l'OMS et d'un défi pour le prochain millénaire » dit le Dr Nelly Thylefors, Directeur du Département de l'OMS sur la prévention des incapacités et des traumatismes et la réadaptation. Ceux qui détiennent l'autorité parentale sont punis plus sévèrement car c'est un abus d'autorité. Selon l'OMS, « Environ 20 % des femmes et 5 à 10 % des hommes disent avoir subi des violences sexuelles dans leur enfance, et 23 % des personnes déclarent avoir été physiquement maltraitées dans leur enfance ».

### Canada
Une étude canadienne, menée en 2001 par le ministère de la Santé du gouvernement du Canada, utilisant la définition de l'OMS a permis d'obtenir les résultats suivants concernant les cas de maltraitances d'enfants en milieu familial et classe la violence physique à 31 %, l'abus sexuel à 10 %, les négligences à 40 % et la violence psychologique à 19 %. Les auteurs de l’ensemble de ces violences incluent la mère biologique à 61 %; le père biologique à 38 %, le beau-père à 9 %, la belle-mère à 3 %, la famille d’accueil à 1 % et les autres membres de la famille à 7 % (total supérieur à 100 %, car un acte de maltraitance peut-être pratiqué à la fois par le père et la mère biologique, le beau-père et la mère biologique, etc.). Dans les cas d’abus sexuel, les pères sont impliqués dans 15 % des enquêtes ouvertes. Sur l’ensemble de ces enquêtes le pourcentage des plaintes se distribue selon la ventilation suivante : corroborées (20 %), présumées (20 %) et non-corroborées (60 %).

### France
Concernant les infanticides, en France, une étude de 2015 de l'Observatoire national de la délinquance et des réponses pénales basée sur l'exploitation des données du casier judiciaire a établi que 70 % des meurtres d'enfant sur la période de 1996-2015 ont été perpétrés par une femme, et que dans 72 % des cas l'enfant victime avait un lien familial avec son bourreau.

### États-Unis

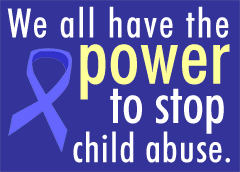
Affiche contre les maltraitances sur enfant.

Il est important de remarquer que la même année pour le même type d'études, les résultats obtenus aux États-Unis sont presque identiques (à ± 2 % près). Sur le sol américain, le pourcentage d’infanticide représentait un taux de 1,62 pour 100 000. Les auteurs de ces infanticides se répartissaient comme suit : mère seule (32 %), père seul (11 %), les deux parents (21 %), mère avec une autre personne que le père (16 %), père avec une autre personne que la mère (1 %), autre membre de la famille (5 %), famille d’accueil (6 %), autre proche (6 %) et inconnu (2 %)[réf. nécessaire].

## Maltraitance dans le cadre familial

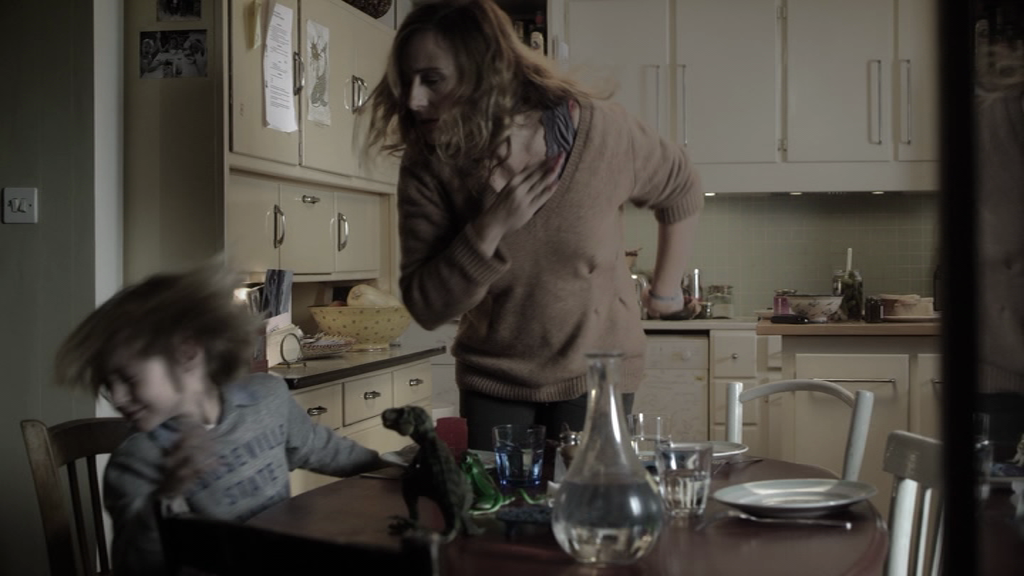
Campagne française à la télévision contre la maltraitance des enfants (2013)

D'après les travaux que Georges Menahem (1992-1994) a réalisés à partir de grandes enquêtes statistiques de l'Insee et de l'IRDES, les maltraitances connues durant l’enfance se traduisent dans des plus grandes fréquences à la fois des prises de risque et des troubles de santé à l’âge adulte.

### Transmission d'une génération à une autre
Il est souvent affirmé que les victimes de maltraitance sont plus susceptibles de devenir elles-mêmes responsables de maltraitance, une fois atteints l'âge adulte. Des études sur de grands échantillons ont cependant contesté ce point, en montrant que si les abus sexuels et la négligence étaient vraisemblablement plus sujettes à reproduction, tel n'était pas le cas de la maltraitance.

## Maltraitance étatique
Les États eux-mêmes peuvent être cause de maltraitance des enfants, soit volontairement, délibérément, soit par manque de surveillance des institutions d'accueil de mères célibataires et de leurs enfants ou d'orphelinats. Il faut se rappeler qu'en ont souffert (liste non exhaustive) :
- les enfants de la plantation aux U.S.A. depuis le XVIIe siècle ;
- les « bâtards de la République » dans la colonie française de Côte d'Ivoire à partir de 1903[48] ;
- les Maggies des blanchisseries Madeleine à partir de 1922 ;
- les enfants de Tuam, en Irlande aussi, dès 1925 ;
- les bâtards de Rhénanie en Allemagne, sous le régime nazi ;
- les orphelins de Jersey de 1960 à 1980 ;
- les Métis (Belges) à partir de 1960.

Il faut souligner que dans ce dernier cas, l'État belge a été condamné par sa justice nationale, en décembre 2024, pour crime contre l'humanité, un arrêt qui pourrait faire jurisprudence.
Cette violence a affecté enfants et parents, constituant aussi particulièrement une violence contre les femmes en tant que mères.

## Maltraitance des enfants dans les institutions

### En orphelinat
Les pouponnières en France jusque dans les années 1970 sont des services de l'hospice public qui accueillent des nourrissons abandonnés ou orphelins dont la prise en charge est sanitarisée avec des techniques dites d'« élevage », les auxiliaires de puériculture ne devant montrer aucune affectivité et leur apporter aucune attention, à la différence de la pouponnière hongroise de Lóczy par exemple. La parution en 1972 du rapport de Janine Lévy et de Danièle Rapoport « Enfant en pouponnière demande assistance » dénonce cet état de fait et incite la ministre de la Santé Simone Veil à lancer l'« Opération pouponnières » en 1978 qui engage le personnel des pouponnières à pratiquer une bientraitance psychologique.

### En milieu scolaire et parascolaire

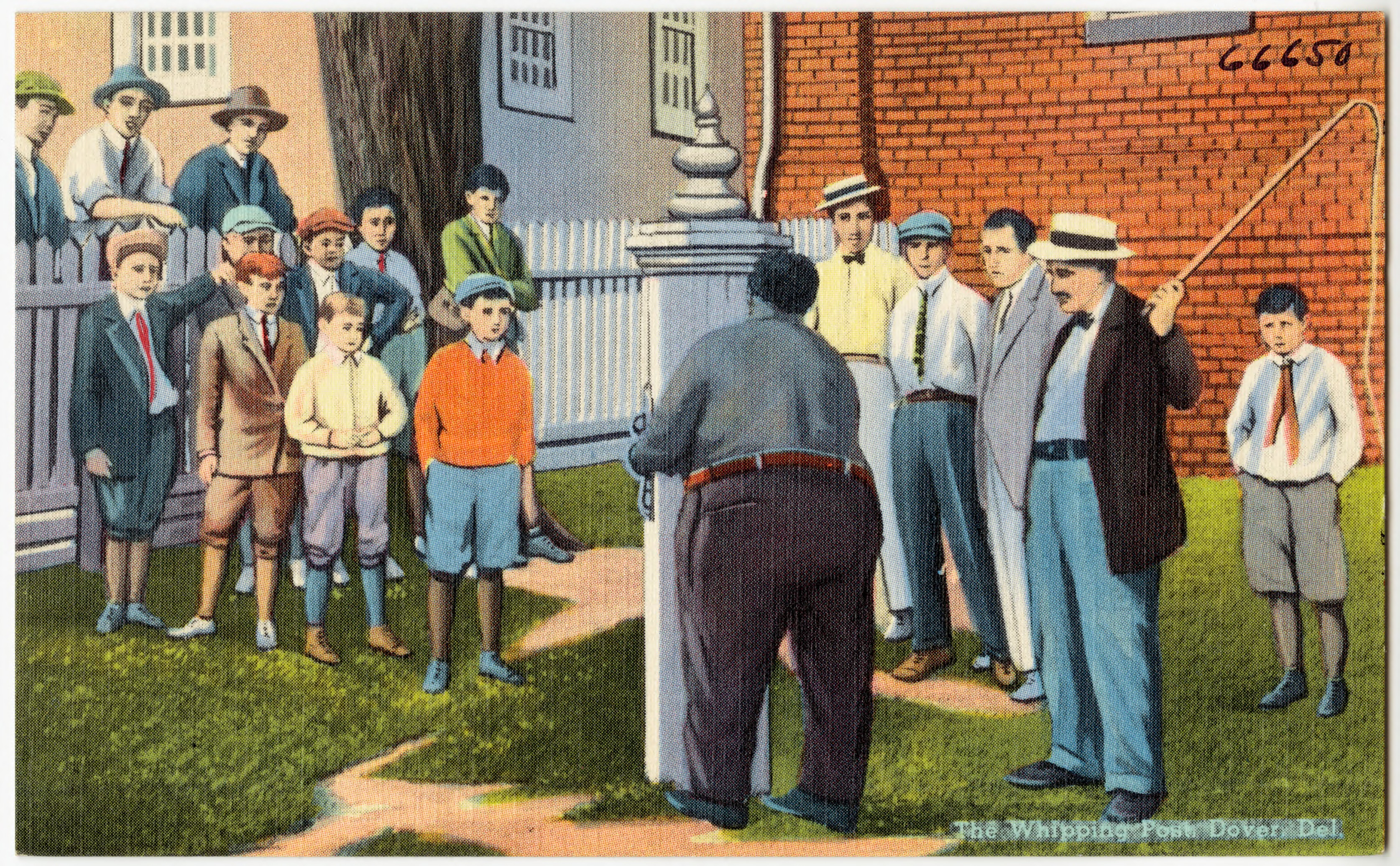

La violence en milieu scolaire a longtemps été tolérée voire encouragée par le système scolaire. Le système éducatif français perpétue cette pratique jusque dans les années 1980. Les châtiments corporels avaient pour but d'inciter aux apprentissages et de punir les élèves ne respectant pas les règles de comportement en classe. Les principaux châtiments infligés aux enfants récalcitrants étaient des fessées, des gifles, tirer les cheveux ou les oreilles.
La violence physique est interdite dès 1795, mais seulement dans les règlements de la police française. C'est à partir de 1991 qu'on peut lire dans les journaux que « le maître s'interdit tout comportement, geste ou parole qui traduirait indifférence ou mépris à l'égard de l'élève… ou qui serait susceptible de blesser la sensibilité de l'enfant ». En 1998, encore 2 % des étudiants déclarent avoir subi des châtiments corporels de la part d'un enseignant. L'usage de la violence sur mineur est fortement contesté, donc le système scolaire français se retrouve dans les premiers à interdire les châtiments corporels. Cependant, toutes les formes de châtiments subies par les élèves en contexte scolaire ne sont qu'interdites explicitement par la loi en 2019 et deviennent alors définitivement illégales.

### En milieu médical
Il existe des formes de bienveillance et de soin qui finissent par s'apparenter à de la maltraitance si la souffrance potentiellement engendrée n'est pas prise en compte, or elle est largement sous-estimée, notamment en milieu hospitalier. L'une des origines du problème vient du fait qu'il a été affirmé que le bébé ne souffrait pas, qu'il n'en avait pas la capacité. Depuis 1987, cette position scientifique est invalidée. Jusque-là, la prise en charge de la douleur chez les plus petits se limitait en chirurgie à du gaz hilarant, même pour les interventions les plus lourdes.
Pendant des années, des principes de soin ont ainsi été appliqués en toute bonne conscience alors même qu'on peut aujourd'hui les qualifier de maltraitances, allant parfois jusqu'à la torture.

## Maltraitance des enfants pendant les guerres
Depuis 1999, le Conseil de Sécurité de l'ONU a adopté 7 résolutions sur les violations des droits de l'enfant au cours des conflits armés. Selon l'UNICEF, les violations les plus graves sont la mort ou la mutilation d'enfants, leur embrigadement et utilisation dans des forces armées, les attaques dirigées contre des écoles ou des hôpitaux, les viols et autres agressions sexuelles, les enlèvements d'enfants, et le refus d'accès de l'aide humanitaire aux enfants.
Selon l'OMS, dans ces conditions, « les fillettes et les jeunes filles sont particulièrement exposées aux violences sexuelles, à l’exploitation et aux sévices de la part des soldats, des forces de sécurité, des membres de leurs communautés, du personnel humanitaire et d’autres catégories de personnes ».
L'UNICEF considère que les gouvernements portent la responsabilité ultime de la protection des enfants, et pour mettre un terme à l'impunité des violences faites aux enfants.

## Conséquences à long terme

### Physiques
Syndrome du bébé secoué. Secouer un bébé est une forme commune de maltraitance enfantine qui peut résulter à des dommages neurologiques irréversibles (80 % des cas) ou la mort (30 % des cas). Ces dégâts sont le résultat d'une hypertension intracrânienne (pression élevée dans le squelette) après une hémorragie interne cérébrale, des dégâts à la moelle épinière et au cou, et de fractures des os et des côtes (Institute of Neurological Disorders and Stroke, 2007).
Santé physique médiocre. De nombreuses études ont démontré une relation entre de différentes formes de violences domestiques (incluant la maltraitance sur mineur) et une santé fragile (Flaherty et al., 2006 ; Felitti, 2002). Les adultes ayant fait l'expérience de maltraitances lorsqu'ils étaient enfants peuvent souffrir d'anomalies physiques comme des allergies, de l'arthrite, de l'asthme, de bronchite, de fortes pressions sanguines et d'ulcères (Springer, Sheridan, Kuo, & Carnes, 2007).
Les victimes de maltraitance sur mineur souffriraient de différents types de problèmes de santé physique plus tard dans leur vie. Certains de ces problèmes rapportés incluraient notamment des maux de tête et des douleurs abdominales ou musculaires sans aucune raison apparente. Même si la majorité des victimes savent ou croient que leur maltraitance est, ou peut être, la cause de leurs problèmes de santé durant l'âge adulte, elle n'est pas directement associée à leurs problèmes.
Le docteur Nader Perroud indique en 2014 que « la plupart des études s’intéressant à l’épigénétique et à la maltraitance infantile ont trouvé des modifications épigénétiques chez les sujets ayant vécu des maltraitances dans leur enfance corroborant ainsi ce qui avait été premièrement observé chez l’animal. […] Toutefois, ces recherches n’en sont qu’à leur balbutiement et des études futures devront déterminer plus précisément la part réelle (en termes de variance expliquée) que joue l’épigénétique dans la médiation de l’impact environnemental sur l’émergence de troubles psychiatriques à l’âge adulte ». En 2018, une étude dirigée par Andrea Roberts, spécialiste des troubles traumatiques à l’université Harvard, montre que les victimes de maltraitances lorsqu'elles étaient mineures porteraient des marques de méthylation sur l'ADN, aussi appelées « cicatrices moléculaires » ; elle suggère ainsi qu'un traumatisme subi dans l'enfance pourrait avoir des conséquences sur l'ADN, elles-mêmes potentiellement transmissibles à sa descendance. Compte tenu du fait qu'elle a été menée sur une cohorte limitée de 34 hommes adultes, ses résultats demandent confirmation avec une plus vaste étude,,.

### Psychologiques
D'après Jean-Luc Viaux, professeur émérite en psychologie, « dès qu’un adulte bute sur un rapport de force semblable à celui vécu au cours d’une enfance sous emprise, la soumission apprise engendre chez lui la violence par réaction, la dépression ou d’autres troubles psychiques graves ».
Selon Leonard Shengold la maltraitance et les négligences graves entraînent un « meurtre d'âme » : qui « n’est ni un diagnostic ni une maladie, mais l’expression tragique qui décrit des événements aboutissant à un crime : la tentative délibérée d’éradiquer ou de mettre à mal l’identité d’un individu. Les victimes d’un meurtre d’âme restent très largement possédées par un autre, leur âme devient l’esclave de l’autre. […] L’abus sexuel, la privation d’affection, la torture psychique et physique peuvent aboutir au meurtre d’âme ; le lavage de cerveau permet à l’esclavage émotionnel de perdurer ». Shengold avance que cela entraîne une inhibition de la maturation et du développement mental des enfants ainsi que la dépendance, physique et affective, de ceux-ci à l’égard de leurs persécuteurs et à attendre également du réconfort de leur part. L’effet le plus destructeur est l’identification à l’agresseur et la compulsion de répéter les souffrances aussi bien comme tortionnaire (sadisme) et que comme victime (masochisme), tout insistant sur le fait qu'en organisant les traumatismes et en mobilisant les ressources psychiques les patients peuvent éviter le destin de la maltraitance.

### Psychiatriques
Les enfants souffrant de négligence et de maltraitance sont susceptibles de souffrir de problèmes psychiatriques, ou d'un trouble de l'attachement affectif,,. Le trouble de l'attachement est associé à des problèmes développementaux, impliquant symptômes dissociatifs, aussi bien que de l'anxiété et des symptômes dépressifs voire antisociaux,. Une étude faite par Dante Cicchetti démontre que 80 % des enfants abusés et maltraités montrent des signes d'attachement désorganisé,. Lorsque certains de ces enfants deviennent parents à leur tour, et spécialement si ceux-ci souffrent de trouble de stress post-traumatique (PDSP), de symptômes dissociatifs et d'autres conséquences de maltraitance sur mineur, ils peuvent rencontrer des problèmes dans l'éducation et le développement de leurs enfants,. Malgré ces difficultés notables, une intervention psychosociale peut être efficace, du moins dans certains cas, pour changer la façon de penser des parents qui ont autrefois été maltraités.

### Criminelles
Les enfants victimes de maltraitances et de négligences sont à 59 % délinquants juvéniles, à 28 % délinquants en tant qu'adultes, et à 30 % susceptibles de commettre des crimes avec violence[Où ?].

## Prises en charge
Il convient de distinguer en amont les dispositifs mis en place pour faire cesser la maltraitance dès lors qu'elle est détectée.
En France, c'est la cellule départementale de recueil de traitement et d'évaluation (qui a remplacé l'aide sociale à l'enfance) et tous les professionnels qu'elle coordonne (dont la PJJ et à Paris la Brigade de protection des mineurs) qui permettent par leur intervention la prise en charge de la maltraitance dès lors qu'elle est signalée par l'école, une assistante sociale, un établissement de santé ou une association entre autres spécialisée dans la protection de l'enfance (par exemple : Enfance et Partage).
An nom du secret médical, des praticiens sont suspendus pour avoir signalé des maltraitances sur enfants.

### Au Québec
Au Québec, la Direction de la Protection de la Jeunesse (DPJ) est un service d’aide offert par le gouvernement du Québec, qui a comme mission de protéger les enfants qui vivent dans une situation préjudiciable. Les personnes autorisées ont la responsabilité de faire appliquer la loi sur la protection de la jeunesse. La DPJ se retrouve en centre intégré de santé et de services sociaux, en centre jeunesse et école. Pour dénoncer un évènement concernant la maltraitance sur mineur, il suffit d’appeler. Elle peut intervenir auprès des familles lorsqu'un enfant n'est pas en sécurité ou lorsque son développement est compromis, par exemple négligence, abus physiques et psychologiques. L’intervenant se doit d’évaluer les circonstances. Les décisions du directeur de la jeunesse se basent sur le code de loi québécois ainsi que la convention des droits de l’enfant. Cette convention influence la prise de décision. Les codes de lois civiles et criminelles l’encadrent. Les droits de l’enfant se base selon : « l’enfant, en raison de son manque de maturité physique et intellectuelle, a besoin d'une protection spéciale, et de soins spéciaux, notamment d'une protection juridique appropriée, avant, comme après la naissance ». Si les parents ne répondent pas aux besoins vitaux de l’enfant, il aura doit à du soutien juridique tel qu’un avocat. Le jeune enfant ne possède pas les capacités à subsister à ses propres besoins. Il est encore dépendant de ses parents. Et donc, il peut recevoir de l’aide externe de la DPJ si ceux-ci sont négligent. Lorsque le signalement est reçu par un intervenant, il n’est pas nécessairement pris en compte. Les intervenants procèdent à une évaluation en utilisant le jugement professionnel (intuition, formation, expérience). Les outils d’évaluation se classent selon deux types : contextuel et actuariel. Depuis 2015-2016, le nombre de signalements retenus par la DPJ concernant les 0-5 ans a augmenté de 11.6%. Pour ensuite augmenter de 34 911 à 38 945.
La direction sur la protection de la jeunesse a comme objectif de mettre fin à la situation d’abus qui compromet la sécurité et le développement de l’enfant, aider la famille et trouver un juste milieu dans la prise des décisions communes et à la vie familiale. Si la sécurité et le développement physique et psychologique de l’enfant sont compromis, la DPJ peut procéder à l’analyse de la situation sans l’accord de la famille selon le code de lois du Québec. Les centres jeunesse disposent de plusieurs services tels que les services psychosociaux, des réadaptations et plusieurs programmes d’activités éducatives et de renforcement. Outre ses répercussions sociales et économiques importantes, la maltraitance entrave le développement physique, cognitif, affectif et social des victimes à court et à long termes. Pour ces raisons, le Québec offre plusieurs programmes sociaux en ce qui concerne la prise en charge des victimes et parfois même pour les abuseurs. Voici quelques exemples des programmes qui sont offerts : le programme Espace qui vise la prévention des abus sexuels, physiques et verbaux envers les enfants de 3 à 12 ans. Son bût est de diminuer les facteurs de précarité des victimes envers les abus (manque, information et dépendance). Les services intégrés en périnatalité et petite enfance représentent une récente addition aux programmes sociaux qui sont offerts pour la petite enfance. Le SIPPE est proposé aux familles avec de jeunes enfants vivant en milieu fragile. Il est destiné à soutenir la santé et le développement des nourrissons dès la fin du premier trimestre de grossesse et peut être proposé aux familles jusqu’à l’entrée au préscolaire. Ce programme vise à diminuer la transmission intergénérationnelle des problèmes sociaux, tels que la maltraitance. Il s’adresse aux jeunes femmes de moins de 20 ans enceintes déjà mères, aux mères de 20 ans et plus qui vivent dans la pauvreté et pères des enfants de 0-5 ans. Depuis les deux dernières décennies, le Québec présente de nouveaux programmes d’aide et de soutien aux enfants et membres de la famille victime de maltraitance. Le Canada est aussi un grand pionnier dans le soutien aux victimes. Le gouvernement canadien s'est engagé à protéger et à améliorer les droits et le bien-être des personnes mineures au Canada et à l'échelle internationale. Ce devoir inclut une détermination accrue de mettre fin à la violence, l'exploitation et la maltraitance des enfants, où qu'elles surviennent. Le Canada a mis en place une panoplie de programmes et de stratégies pour prévenir et faire face à ces problèmes. Ces efforts continuent d'être perfectionnés et intensifiés, notamment pour protéger les enfants les plus à risque.
La méthode et l'approche concernant le signalement auprès de la DPJ proposées pour le contexte québécois sont influencées par divers facteurs qui ont une incidence sur les mesures adoptées pour l'enfant et sa famille. Ces facteurs comprennent des facteurs internes comme la dynamique familiale ainsi que ses caractéristiques. Les facteurs externes sont en lien avec le quartier de résidence. Puis, les facteurs liés aux caractéristiques de l'intervenant et des facteurs organisationnels tel que le temps. Lorsqu'un signalement est effectué, la prise de décision est incertaine et différente d’une situation à l’autre. Ce qui peut entraîner des erreurs et augmenter le risque de récidive si le processus est incorrect. À l'inverse, l'absence de services peut également avoir des répercussions négatives. Le nombre de signalements de maltraitance sur mineur entre 0 et 12 ans est d’environ 500 enfants par année. Au Québec entre 2016-2017, près de 2500 signalements sont reçu en moyenne par jour et seulement 33% des signalement sont retenus. Selon le type de blessure, l’aide fournie à la famille ne sera pas la même. De même que pour les sanctions. Les blessures par suite des abus physiques les plus fréquentes sont les brulures, les ecchymoses, les morsures, le syndrome du bébé secoué ainsi que fracture du crâne. Plus l’enfant est jeune, plus les risques de décès sont élevés, s’il survit les séquelles sont plus importantes. Les signalements chez les nourrissons sont très rares, puisque le nouveau-né dépend des personnes qui sont en charge. Par peur de récidives de leurs abuseurs, les enfants apprennent à cacher leurs blessures et leurs craintes. Les enfants développent donc des réflexes de survie

## Sanctions
Des sanctions sont prévues à l'égard des auteurs de maltraitance sur mineur.

### En France
- L’article 222-9 du Code pénal dispose : « Les violences ayant entraîné une mutilation ou une infirmité permanente sont punies de dix ans d'emprisonnement et de 150 000 euros d'amende. »
- L’article 222-13 du Code pénal dispose que lorsque les violences ont entrainé une incapacité de travail (ici, il s’agira de vérifier l’ordonnance du médecin imposant le lit ou une hospitalisation ne permettant pas à l’enfant d’aller à l’école) inférieure ou égale à huit jours ou n’ayant entrainé aucune incapacité de travail sont punies de trois ans d'emprisonnement et de 45 000 euros d’amendes lorsqu’elles sont commises :
  - Sur un mineur de moins de 15 ans
  - Sur une personne dont la particulière vulnérabilité, due à son âge, à une maladie, à une infirmité, à une déficience physique ou psychique ou à un état de grossesse, est apparente ou connue de leur auteur
  - Avec usage ou menace d'une arme
  - Avec préméditation
  - Lorsque les faits sont commis à l'intérieur d'un établissement scolaire ou éducatif, ou, à l'occasion des entrées ou des sorties des élèves, aux abords d'un tel établissement

Les peines encourues sont portées à cinq ans d'emprisonnement et à 75 000 euros d'amende lorsque l'infraction définie au premier alinéa est commise sur un mineur de quinze ans par un ascendant légitime, naturel ou adoptif ou par toute autre personne ayant autorité sur le mineur.
Les peines sont également portées à cinq ans d'emprisonnement et 75 000 euros d'amende lorsque cette infraction, ayant entraîné une incapacité totale de travail inférieure ou égale à huit jours, est commise dans deux des circonstances prévues aux 1º et suivants du présent article. Les peines sont portées à sept ans d'emprisonnement et 100 000 euros d'amende lorsqu'elle est commise dans trois de ces circonstances.
- L’article 222-14 du Code pénal dispose que lorsqu’il s’agit de violences habituelles, c'est-à-dire des actes répétés aux moins deux fois, sur un mineure de 15ans ou plus, ou sur une personne de particulière vulnérabilité due à son âge, maladie, infirmité, déficience physique ou psychique, état de grossesse apparent, l’infraction est punie différemment selon le résultat obtenu
  - De trente ans de réclusion criminelle lorsqu'elles ont entraîné la mort de la victime.
  - De vingt ans de réclusion criminelle lorsqu'elles ont entraîné une mutilation ou une infirmité permanente ;
  - De dix ans d'emprisonnement et de 150000 euros d'amende lorsqu'elles ont entraîné une incapacité totale de travail pendant plus de huit jours ;
  - De cinq ans d'emprisonnement et de 75 000 euros d'amende lorsqu'elles n'ont pas entraîné une incapacité totale de travail pendant plus de huit jours.

## Cas célèbres de maltraitance

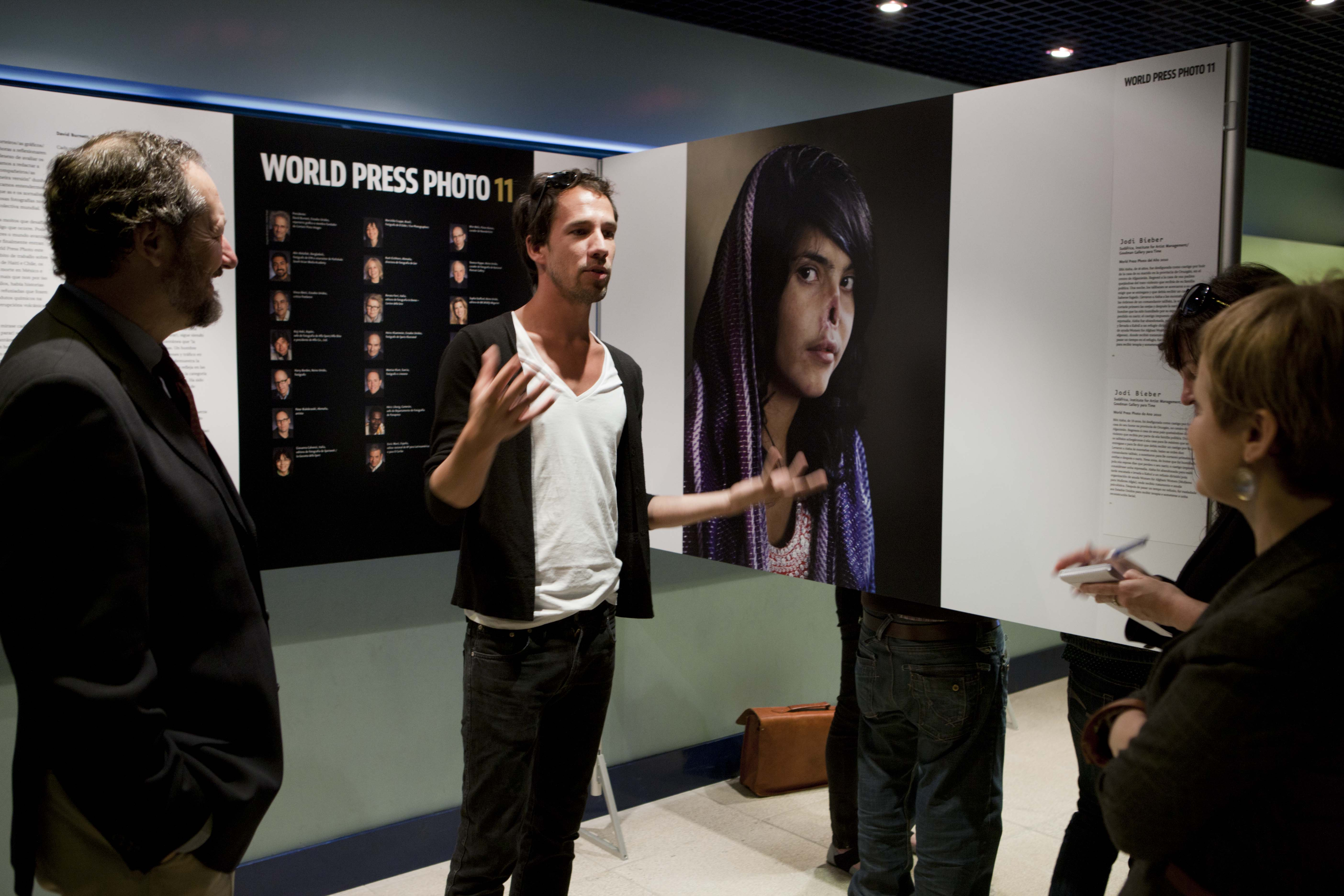
Photographie de Bibi Aisha présentée au World Press Photo, 2011.

La maltraitance de certains enfants a été rapportée dans des autobiographies, dans la littérature ou par des médias. Certains de ces enfants sont présentés ici, par ordre chronologique.
- Aurore Gagnon : une enfant canadienne qui fut victime de maltraitance de la part de sa belle-mère et succombe à ses blessures le 12 février 1920 au Québec.
- Anne Frank : Enfant juive persécutée et tuée en 1944 sous l'occupation nazie lors de la Shoah, aux Pays-Bas. Son journal intime publié après sa mort devint un best-seller international et la maison où elle se cachait avec sa famille est devenue le Musée Anne Frank.
- Bibi Aisha : Enfant afghane, mariée à 12 ans suivant la pratique du « baad (en) »[94], torturée puis mutilée en guise de punition, en 2009. L'image de son visage mutilé fut diffusée dans la presse internationale en 2011[95].
- Iqbal Masih : Garçon pakistanais, esclave à 5 ans, tué pour son engagement contre l'esclavage à l'âge de 12 ans en 1995.
- Natascha Kampusch : Enfant autrichienne, enlevée quand elle avait 10 ans par Wolfgang Přiklopil, technicien en télécommunications. Séquestrée pendant plus de huit ans, du 2 mars 1998 au 23 août 2006, jour où elle s'est échappée. Son autobiographie 3 096 jours raconte ses années de captivité.
- Sahar Gul (en) : Enfant afghane, mariée de force à 13 ans puis torturée par son mari et sa belle famille en 2011[96].
- Michael Jackson le chanteur américain parle pour la première fois dans son livre Moonwalk, paru en 1988, de l'autorité et la violence de son père Joseph Jackson. Il déclare également « Quand j’étais gosse, il n’y avait que le travail, le travail, le travail… » à une interview d’Oprah Winfrey en 1993[97],[98].
- Malala Yousafzai : Afhgane, prix Nobel de la paix à 17 ans en 2014 (plus jeune prix Nobel), activiste pour la défense du droit des filles à l'éducation, elle survécut à une tentative d'assassinat par les Talibans.
- Lamia Haji Bachar : activiste de la communauté yézidie (Irak), enlevée et réduite en esclavage vers seize ans par le groupe terroriste État islamique, elle reçoit le Prix Sakharov en 2016 avec Nadia Murad.
- Affaire de Kuřim : une affaire de maltraitance d'enfants conduisant à la promulgation d'une loi tchèque visant à protéger l'identité des victimes en 2007.
- Sylvia Likens : adolescente américaine de seize ans, torturée, mutilée et assassinée en octobre 1965 par Gertrude Baniszewski chez qui ses parents l'avait placée, ainsi que par les enfants de celle-ci, et par d'autres jeunes du quartier. Son calvaire fait l'objet de deux films sortis en 2007 : The Girl Next Door et An American Crime.
- Eminem raconte dans les chansons Cleanin' Out My Closet (2002) et My Mom (2009), et lui reproche de l'avoir maltraité enfant et ne veut plus jamais entendre parler d'elle.

## Dans les arts

### Littérature
Les histoires d'enfants maltraités abondent dans les contes de fée et autres contes traditionnels. Parmi les contes occidentaux, Cendrillon, l'histoire d'une jeune orpheline maltraitée par sa belle-famille, donne son nom à l'effet Cendrillon, qui décrit les phénomènes de maltraitance de l'enfant par une belle-mère ou un beau-père.
- David Copperfield, roman autobiographique de Charles Dickens.
- Cosette, héroïne des Misérables de Victor Hugo.
- L'Enfant, premier tome de la trilogie autobiographique de Jules Vallès.
- Vipère au poing, roman autobiographique de Hervé Bazin.
- Sophie de Réan est victime de sa marâtre dans Les Malheurs de Sophie.
- Dans Sans famille, Rémi et Matthias sont confrontés à Maitre Garofoli.
- Poil de carotte, dans un roman autobiographique de Jules Renard.
- Une fille comme les autres (titre original : The Girl Next Door) est un roman écrit par Jack Ketchum, paru en 1989 puis le 24 janvier 2007 en français. Il est basé sur l'histoire de Sylvia Likens, adolescente torturée et tuée par Gertrude Baniszewski, ses enfants et des enfants du voisinage. Le livre a été adapté au cinéma dans un film titré The Girl Next Door.
- Sara Crewe est victime de Miss Michin dans La Petite Princesse.
- Oliver Twist est exploité pour cambriolage par Bill Sykes.

### Cinéma
- When she was bad de Peter H. Hunt (1979) où la petite Robbie subit les crises de colère de sa mère, stressée par un récent déménagement.
- Bastard out of Carolina d'Anjelica Huston (1996) dans lequel la jeune Ruth subit des sévices physiques et sexuels par son beau père.
- No child of mine de Peter Kosminsky (1997) où la jeune Kerry, 13 ans, est abusée et exploitée sexuellement par nombre d'adultes, y compris sa mère, son père et son beau père.
- The Girl Next Door de Gregory Wilson (2007) sur le calvaire de Sylvia Likens
- An American Crime de Tommy O'Haver (2007) sur le calvaire de Sylvia Likens

### Jeux vidéos
- Dans The Binding of Isaac, le personnage principal se voit subir des sévices par sa propre mère (s’apparentant dans la majorité des cas à de la maltraitante infantile).